# 琉球小家鼠
琉球小家鼠（学名：Mus carli）为鼠科小鼠属的动物。分布于台湾岛以及中国大陆的海南、福建、云南等地，主要生活于田野。该物种的模式产地在冲绳岛。